# Ratum sed non consummatum
O termo ratum sed non consummatum ou ratum et non consummatum   refere-se a uma categoria jurídico-sacramental do casamento no direito canônico matrimonial católico. Se ocorre uma celebração matrimonial (ratificação), mas os cônjuges ainda não tiveram relações sexuais (consumação), então o casamento é considerado um casamento ratum sed non consummatum. O Tribunal da Rota Romana tem competência exclusiva para dispensar dos casamentos ratum sed non consummatum,  que só pode ser concedido por "justo motivo".  Este processo não deve ser confundido com o processo de declaração de nulidade do casamento, que é tratado num título separado do Código de Direito Canónico de 1983.

## História
Duas teorias diferentes sobre o casamento estiveram em voga durante algum tempo nas escolas de juristas canônicos. Para Graciano e a escola de Bolonha, o casamento começa por consentimento, mas só se torna completo, indissolúvel e sacramento quando é consumado. Para Pedro Lombardo e a escola de Paris, o casamento contraído apenas por consentimento mútuo é um casamento verdadeiro e completo, absolutamente indissolúvel e, entre os cristãos, um sacramento. Esta segunda teoria teve o apoio dos primeiros escritores cristãos, recebeu a aprovação dos Soberanos Pontífices, particularmente de Alexandre III, e logo prevaleceu. Foi admitido, no entanto, à primeira teoria que, embora o casamento não consumado seja um casamento completo e um sacramento, ainda assim não é absolutamente indissolúvel. Esta qualidade pertence integralmente ao casamento ratificado e consumado. Assim, o consentimento mútuo é suficiente para constituir o casamento na sua essência; a consumação acrescenta uma perfeição acidental e uma indissolubilidade mais absoluta  A indissolubilidade absoluta é atribuída apenas a casamentos ratificados e consumados entre cristãos. 

### Código de Direito Canônico de 1917
1. ↑  Quaerit semper Latin original, accessed 18 September 2018
2. ↑  MP Quaerit semper, Vatican.va, accessed 7-7-2014
3. ↑  Code of Canon Law Annotated, pg. 1327 (commentary on canon 1698)
4. ↑  Arynhac, Marriage Legislation, §187. Cf. Gasparri, n. 770; De Smet, n. 59.)
5. ↑  Petrovits, New Church Law §547.

O Cânone 1119 do Código de Direito Canônico de 1917  estipulou dois casos em que o casamento ratum sed non consummatum pode ser dissolvido,  a saber, (1) se uma das partes fizer votos solenes em uma ordem religiosa  ou (2) uma dispensa for emitida pela Santa Sé. 

#### Dissolução por profissão religiosa solene
Que a profissão religiosa solene dissolve um casamento meramente ratificado foi declarada com autoridade por Alexandre III (c. 2 e 7, x, iii, 32) e Inocêncio III (c. 14, x, iii, 32), universalmente recebido na prática, depois deles, e definido pelo Concílio de Trento (Sess. xxiv, De Sacramento Matrimonii, Can. 6). A única questão que permaneceu controversa foi se a profissão religiosa dissolveu o casamento por direito divino ou, como mais comumente se admite, por direito eclesiástico. 

## Disciplina atual sob o Código de 1983
Nos termos do Código de Direito Canônico de 1983, a disciplina de 1917 foi alterada; um casamento ratum sed non consummatum agora só pode ser dissolvido por dispensa do papa ou de seu delegado.  O papa delegou competência para conceder tais dispensas ao Tribunal da Rota Romana, um dos tribunais ordinários da Sé Apostólica.

### Competência para concessão de dispensa
O processo administrativo para concessão do favor de dispensa do casamento ratum et non consummatum era antigamente da competência exclusiva da Congregação para o Culto Divino e a Disciplina dos Sacramentos  nos termos do artigo 58 §2 da constituição apostólica Pastor Bonus . No entanto, em 2011, o Papa Bento XVI alterou o Pastor Bonus com o Motu Proprio Quaerit Sempre, transferindo assim a jurisdição sobre o casamento ratificado e não consumado da Congregação para o Culto Divino e a Disciplina dos Sacramentos para um Gabinete especial do Tribunal da Rota Romana. A nova lei revogou a disposição que declarava a 'competência exclusiva' da Congregação para o Culto Divino em relação a estes casamentos, pois esta disposição não foi expressamente revogada e o Gabinete da Rota Romana agora supervisiona as dispensas de tais casamentos. Desde 1 de outubro de 2011  é da competência exclusiva do Tribunal da Rota Romana. 

## Dispensação vs. Declaração de Nulidade
O favor da dispensa do casamento ratum sed non consumatum é um procedimento inerentemente administrativo, enquanto o processo de obtenção de uma Declaração de Nulidade (muitas vezes denominada erroneamente de "anulação") é inerentemente judicial.  No ratum é dispensado o vínculo matrimonial válido, enquanto na Declaração de Nulidade o casamento é declarado nulo desde o seu início. Um ratum põe fim, por uma razão justa, a um casamento que verdadeiramente existe (embora nunca irrevogável e sacramentalmente "selado" pela consumação), enquanto uma Declaração de Nulidade declara juridicamente que um casamento nunca existiu verdadeiramente aos olhos da teologia católica e do direito matrimonial.